# Сент-Марк (Доминика)
Сент-Марк — один из 10 приходов Доминики.
Граничит с Сент-Люк (на севере) и Сент-Патриком (на востоке). Площадью 9,9 км² (2 mi²), самый маленький на острове. По переписи населения 2011 года в приходе проживало 1834 человека.

## Поселения
Основные поселения в округе — Суфриер и Скотс Хед (рядом с которым находится томболо). Еще одно село прихода — Галион .